# Salus populi Romani

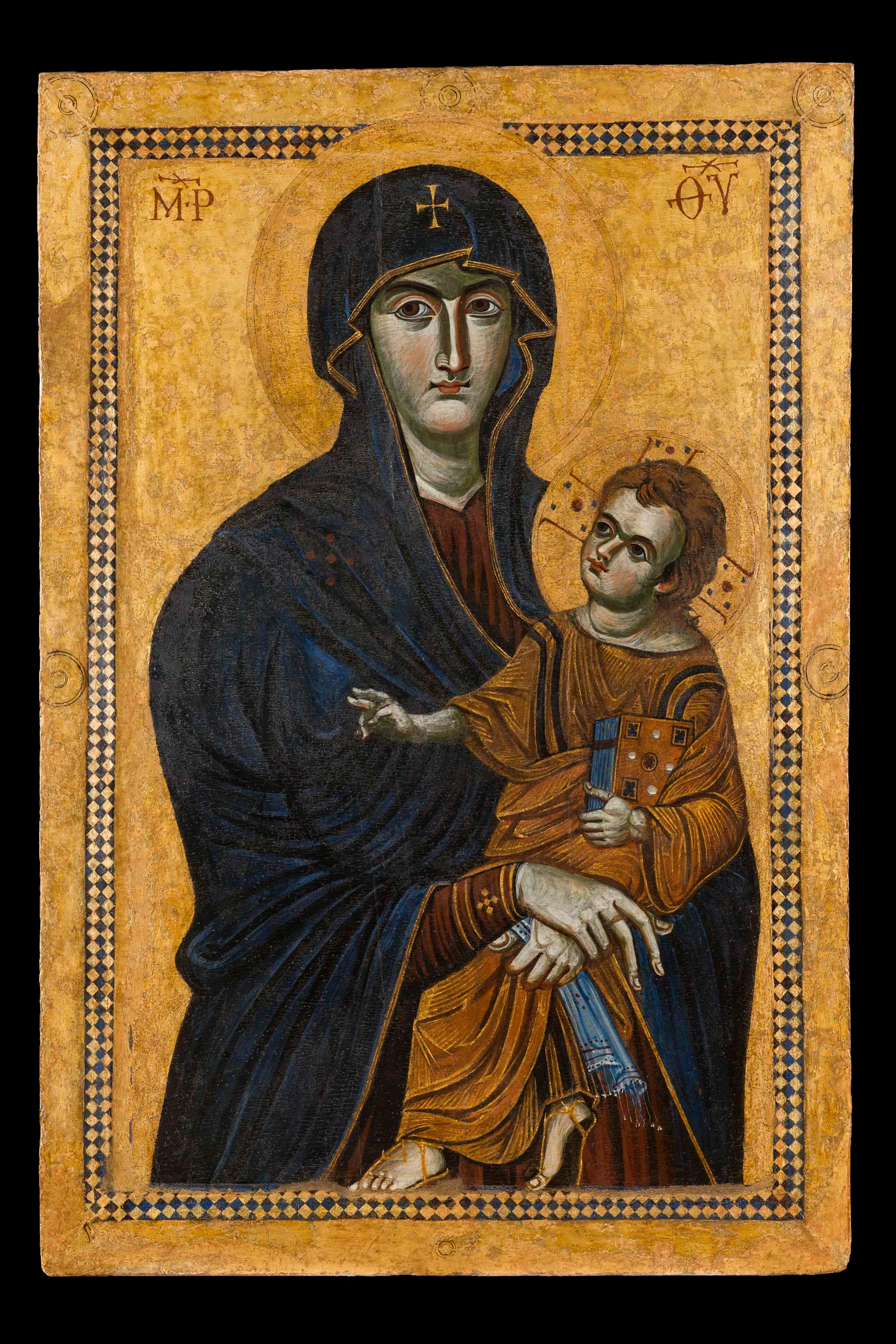
Salus populi Romani

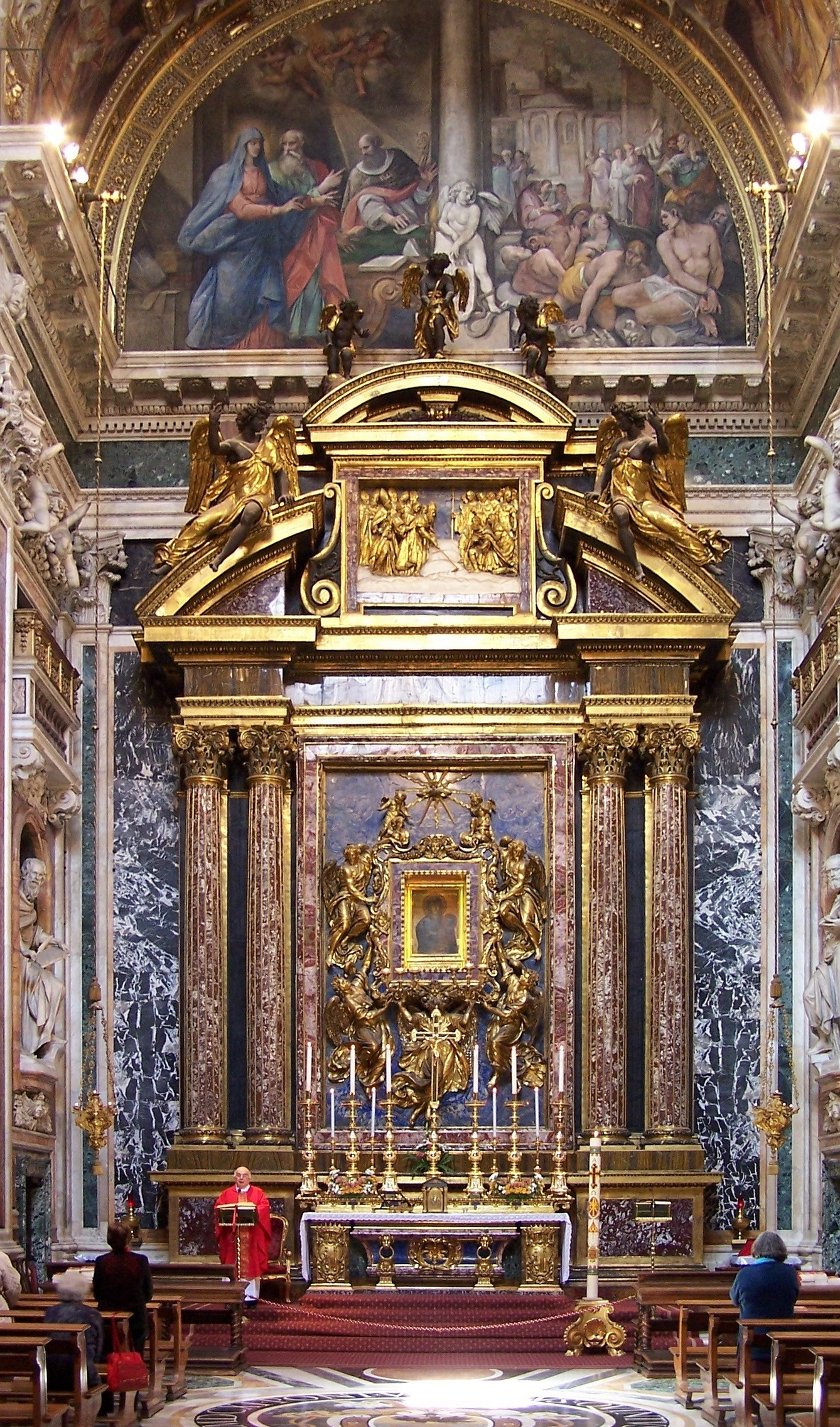
Die Ikone in der Cappella Paolina von Santa Maria Maggiore

Salus populi Romani (lat. für „Heil des römischen Volkes“) ist die seit dem 19. Jahrhundert verwendete Bezeichnung einer Ikone der Gottesmutter in der Cappella Paolina der Basilika Santa Maria Maggiore in Rom.

## Geschichte
Die Salus populi ist die historisch bedeutendste Marienikone Roms. Die Worte Salus populi Romani gehen auf die heidnische römische Antike zurück. Nach der Anerkennung des Christentums durch das Edikt von Mailand im Jahre 313 wurde Salus populi („Heil des Volkes“) zu einer Anrufung der Jungfrau Maria.
Jahrhundertelang war die Ikone der Salus populi Romani über der Tür zum Baptisterium der Basilika Santa Maria Maggiore platziert. Im Jahr 1240 wurde sie als Regina caeli (Himmelskönigin) bezeichnet. Später versetzte man sie in das Langhaus der Kirche. Seit dem 13. Jahrhundert stand die Ikone in einem Marmortabernakel. Seit 1613 befindet sie sich im Altar der Cappella Paolina, der eigens für sie errichtet wurde. Spätestens seit dem 15. Jahrhundert gilt die Ikone als wundertätig. Die Ikone ist eines der sogenannten Lukasbilder, von denen man glaubt, sie seien vom Evangelisten Lukas zu Lebzeiten der Gottesmutter gemalt worden.

## Verehrung
Die frühe Verehrung des Bildes kann durch das Schreiben weiterer Ikonen bereits im 8. Jahrhundert belegt werden, ebenso wie durch ihre Rolle am Fest Mariä Himmelfahrt in Rom, wo die Marienikone aus dem Lateran in einer Prozession nach Santa Maria Maggiore getragen wurde, um der Ikone der Salus populi Romani zu begegnen.

## Bevorzugtes Marienbild mehrerer Päpste
Die Ikone war das bevorzugte Marienbild mehrerer Päpste. 593 ließ Papst Gregor der Große sie durch Rom tragen, um für das Ende der Pest zu bitten. 1571 betete Papst Pius V. vor der Ikone für den Sieg in der Schlacht von Lepanto. 1837 betete Papst Gregor XVI. vor ihr für das Ende der Choleraepidemie. Eugenio Pacelli (der spätere Papst Pius XII.) feierte am 3. April 1899, einen Tag nach seiner Priesterweihe, seine Primiz vor dieser Ikone. Im Jahre 1953 wurde sie durch Rom getragen, um das erste marianische Jahr der Kirchengeschichte zu eröffnen. Eine Kopie der Ikone übergab Johannes Paul II. der Jugend der Welt, sie begleitet seither das Weltjugendtagskreuz. Für die außerordentlichen Spendung des Segens Urbi et Orbi am 27. März 2020 durch Papst Franziskus während der COVID-19-Pandemie wurde die Marienikone in den Vatikan entliehen und vor dem Petersdom aufgestellt und verblieb im Petersdom für die folgenden Osterfeierlichkeiten am Gründonnerstag und Ostersonntag, den 12. April 2020. Franziskus betete vor und nach seinen Auslandsreisen vor der Ikone. Nahe diesem Bild, zwischen der Paulinischen Kapelle (Kapelle der Salus Populi Romani) und der Sforza-Kapelle, wurde Franziskus am 26. April 2025 beerdigt, wie er 2022 in seinem Testament festgelegt hatte.

## Beschreibung

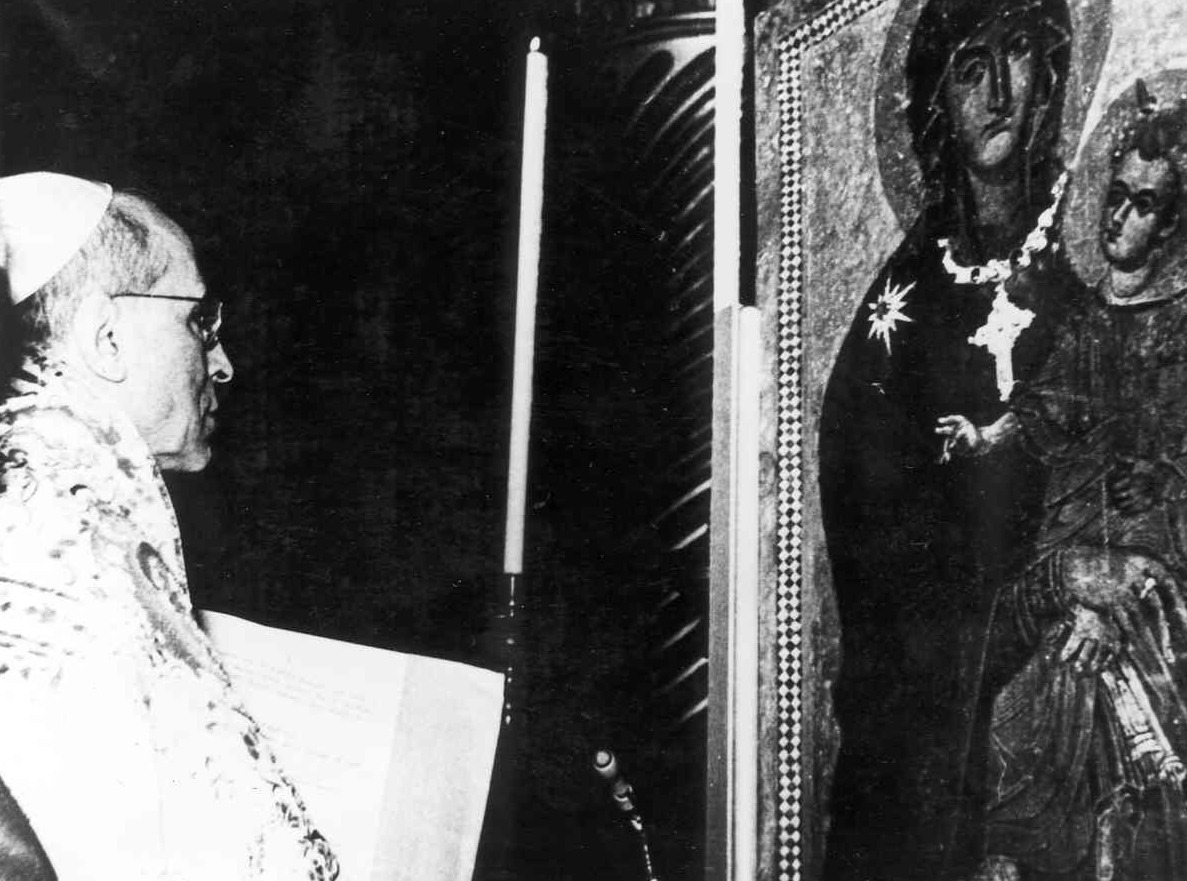
Papst Pius XII. vor der gekrönten Salus populi Romani (1954)

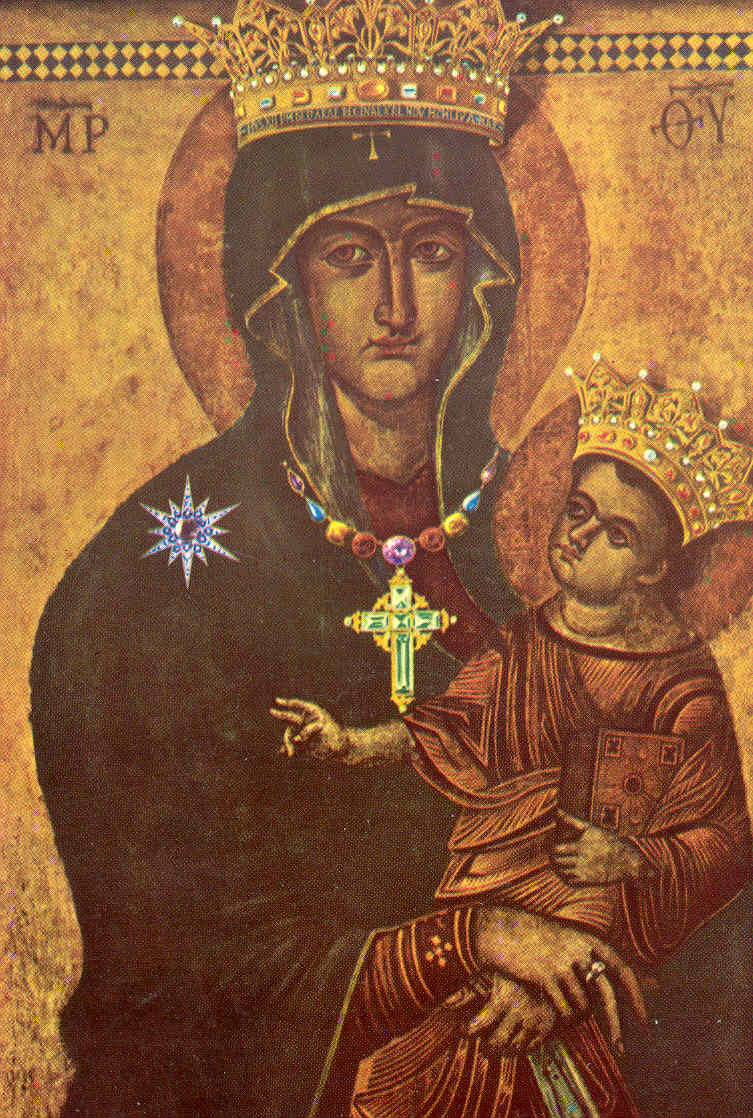
Das Bild ist mit seinen kanonischen Kronen und Juwelen insignien geschmückt, die heute nicht mehr angebracht sind. Die Kronen werden in der Schatzabteilung des Petersdoms aufbewahrt.

Die Maße der Ikone betragen 117 × 79 cm. Sie ist auf eine dicke Zedernholztafel geschrieben. Maria trägt einen goldgesäumten dunkelblauen Mantel über einer purpurroten Tunika. Die griechischen Buchstaben oben identifizieren die Dargestellte als Mutter Gottes. Das Jesuskind hält ein Buch in seiner linken Hand und segnet mit der rechten. Die zusammengelegten Hände Mariens unterscheiden dieses Bild als frühe Ikone, bevor der Typus der Hodegetria sich im 10. Jahrhundert so weiterentwickelte, dass Maria mit der Rechten auf Christus zeigt. Sie hält das Kind eng bei sich und bietet es weniger dem Betrachter dar als in anderen Marienbildern. Da Maria in ihrer Hand eine Mappa (oder Mappula, eine Art besticktes zeremonielles Taschentuch) hält, die als kaiserliches Symbol galt, wird ihr königlicher Status als Regina caeli betont, wenngleich sie keine Krone trägt.
Anlässlich des marianischen Jahres 1953/54, das er mit der Enzyklika Fulgens corona („Die strahlende Krone“) ankündigte, ließ Papst Pius XII. die Ikone der Salus populi Romani mit einer Krone und einem Brustkreuz versehen. Die Krone wurde später wieder entfernt und befindet sich mittlerweile in der Sakristei des Petersdoms.
Nach der Studie von Gerhard Wolf kann das Gemälde in seiner ursprünglichen Form in die Spätantike datiert werden. Der jetzige Zustand geht auf eine Übermalung im 13. Jahrhundert zurück, die auf mehrere frühere Überarbeitungen folgte.